# Petra M. Jelicic-Lovrekovic
Petra M. Jelicic-Lovrekovic (* 11. November 1975 in Mainz) ist eine kroatisch-deutsche Künstlerin.

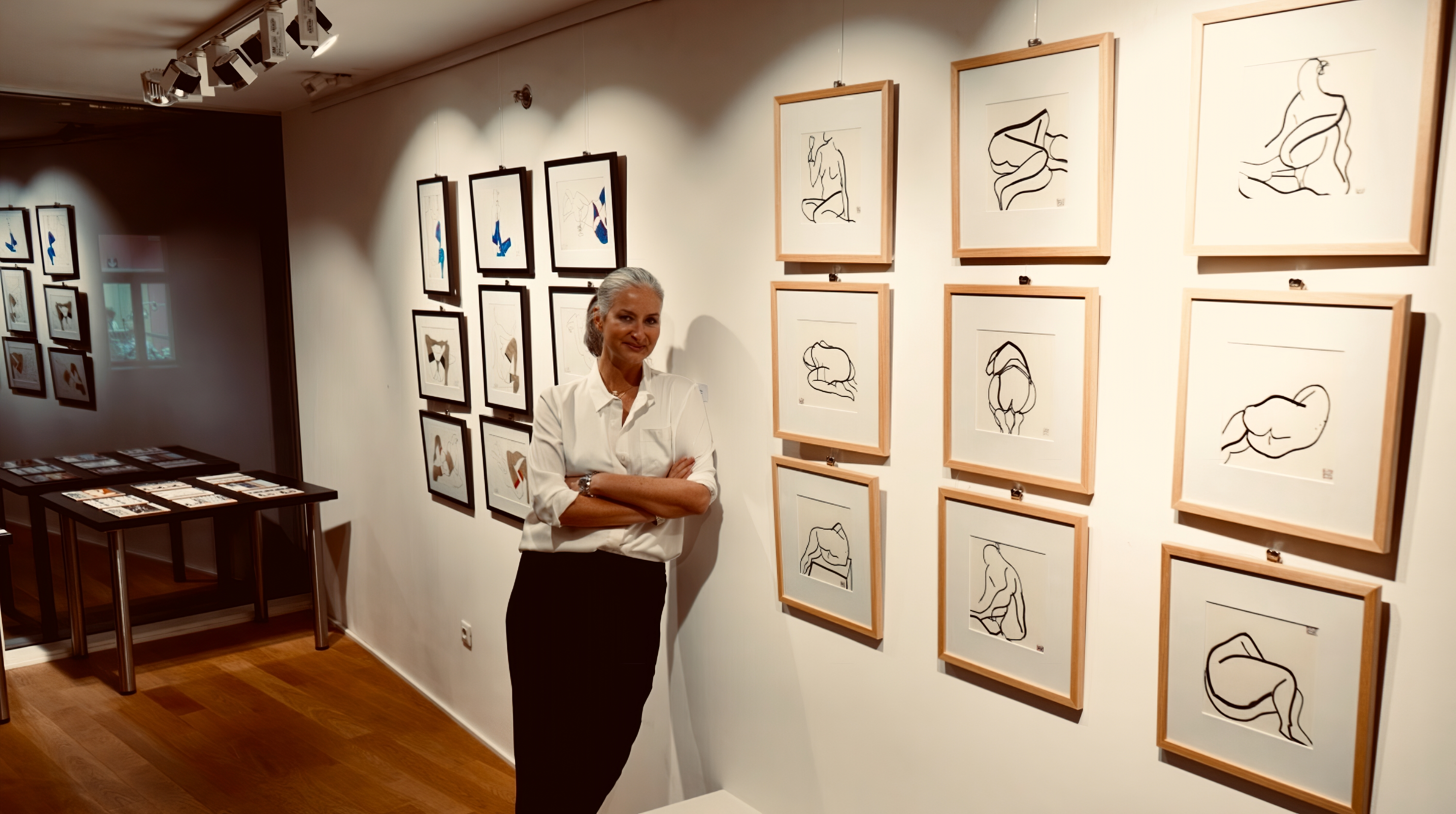
Petra M. Jelicic-Lovrekovic

## Leben
Ab 1984 besuchte Petra M. Jelicic-Lovrekovicdie die Anna-Schmidt-Schule in Frankfurt am Main. Das Abitur erwarb sie 1993 in der Gordonstoun School, einem Internat in Schottland, wo sie 1991 bis 1993 lebte. Ein Jahr später begann sie ein Studium der Druckgrafik und Malerei an der Cambridge Arts and Sciences, Großbritannien, und 1995 am University College Falmouth in Cornwall. Während des Studiums verbrachte sie im Rahmen des Erasmus-Programms sechs Monate in Mailand. Nach der Spezialisierung in Landschaftsmalerei erhielt sie 1998 ein Diplom, B.A. (Hons) in Fine Art. Im selben Jahr verbrachte sie längere Zeit in New York. Der Großteil dieser Bilder entstand im Stil des abstrakten Expressionismus. 2000 knüpfte Lovrekovic an ihre Stipendiatenzeit an und lebte und arbeitete für sechs Jahre in Mailand. Ihre Werke wurden in dieser Zeit regelmäßig in der Galleria Cafiso ausgestellt.

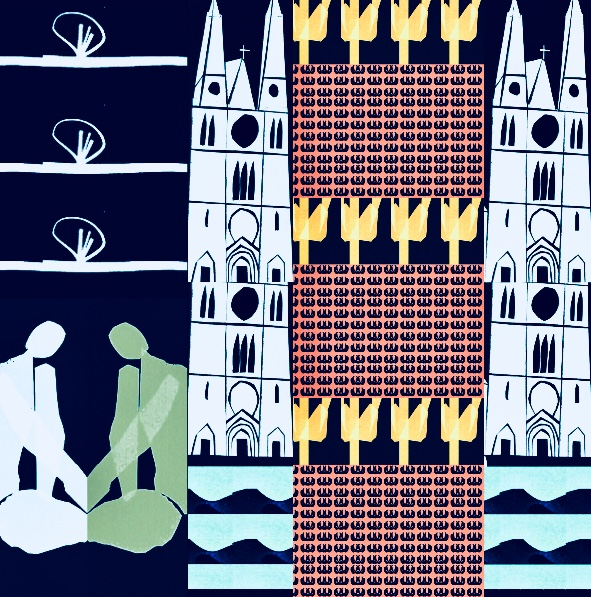
Petra-Keramik-34 / 2018

2006 zog sie wieder für ein Jahr nach New York, anschließend für längere Zeit nach Berlin. Auf der Suche nach künstlerischer Inspiration läuft Lovrekovic seit 2009 auf verschiedenen Jakobswegen in Europa. Seit Ende 2015 lebt und arbeitet Lovrekovic abwechselnd in Zagreb, Kroatien, und Mainz, Deutschland. Ihre Bilder wurden seitdem in mehreren Museumsausstellungen gezeigt. Lovrekovics neueste Schöpfung ist eine Reihe erotischer Bilder auf Papier und Keramik, die unter Anwendung eines breiten Spektrums verschiedener künstlerischer Techniken in den letzten zwei Jahren entstanden sind.

## Ausstellungen (Auswahl)
- 1995: Cambridge Arts & Sciences
- 1998: University College Falmouth
- 2000: Arte Fiera Bologna
- 2000: Expo Arte Bari
- 2000: MiArt Milano
- 2000: Arte Padova
- 2001: Arte Fiera Bologna
- 2001: Expo Arte Bari
- 2001: Vincenza Arte
- 2001: Arte Udine Expo
- 2001: MiArt Milano
- 2001: Expo Arte Jesolo
- 2001: Arte Padova
- 2002: Arte Fiera Bologna
- 2002: Expo Arte Bari
- 2002: Vincenzas Arte
- 2002: Arte Udine
- 2002: MiArt Milano
- 2002: Asolo (Einzelausstellung)
- 2005: Arte Cultura Milano (Einzelausstellung)
- 2006: Open Studio Mainz, Deutschland
- 2007: Open Studio Mainz, Deutschland
- 2008: Open Studio Berlin, Deutschland
- 2009: Open Studio Berlin, Deutschland
- 2011: Marienkrankenhaus, Ludwigshafen, Deutschland (Einzelausstellung)
- 2011: Muzej Grada Biograda, Kroatien (Einzelausstellung)
- 2011: Muzej Grada Splita, Kroatien (Einzelausstellung)
- 2012: Tortola, Britische Jungferninseln
- 2012: Laval Nugent Galerija, Zagreb, Kroatien (Einzelausstellung)
- 2013: Tortola, Britische Jungferninseln
- 2013: Artist In Residence – Tere Moana, Karibik
- 2014: Tortola, Britische Jungferninseln
- 2014: Soufer Gallery, New York City
- 2015: Soufer Gallery, New York City
- 2016: Artistic Hands Exhibit I, Zagreb, Kroatien
- 2017: Artistic Hands Exhibit II, Zagreb, Kroatien
- 2017: Mimara-Museum, Zagreb, Kroatien (Einzelausstellung)
- 2018: Museum of the City of Rovinj-Rovigno, Kroatien
- 2018: Artistic Hands Exhibit III, Zagreb, Kroatien
- 2019: World Bank, Zagreb, Kroatien (Einzelausstellung)

## Bibliografie (Auswahl)
- 2003: Annuario d’Arte Moderna / Artisti Contemporanei
- 2005: Petra Jelicic-Lovrekovic / Frammenti di visioni nel magico fluire del tempo